# Alternanthera porrigens
Alternanthera porrigens là loài thực vật có hoa thuộc họ Dền. Loài này được (Jacq.) Kuntze mô tả khoa học đầu tiên năm 1891.